# Землетрясения в Индии
В данном списке перечисляются землетрясения, которые происходили в Индии, либо в непосредственной близости от неё и повлёкшие жертвы и разрушения в этой стране.
| Дата              | Время                                      | Место | Широта  | Долгота | Жертвы                                 | Комментарии | Сила          |
| ----------------- | ------------------------------------------ | --- | ------- | ------- | -------------------------------------- | --- | ------------- |
| 8 октября, 2005   | 03:50:38 UTC, 08:50:38 по местному времени | Кашмир, Пакистан—Индия см. Землетрясение в Кашмире (2005)                                                              | 34.43°N | 73.54°E | более 80 000                           | 95 км северо-восточнее Исламабада, Пакистан, 125 км северо-западнее Сринагара, Кашмир (население 894,000 человек) | 7,6           |
| 26 декабря, 2004  | 00:58:53 UTC, 07:58:53 по местному времени | западное побережье севера острова Суматра, Индия, Шри-Ланка, Мальдивы см. Землетрясение в Индийском океане в 2004 году | 3.30°N  | 95.87°E | 283 106                                | Второе по нанесённому ущербу землетрясение в мире                                                                 | от 9,0 до 9,3 |
| 26 января, 2001   | 08:50:00 по местному времени               | Кач см. Гуджаратское землетрясение                                                                                     | 23.6N   | 69.8E   | около 20,000 человек, 166 тыс. раненых | Эпицентр в Каче, наибольшее количество жертв в Ахмедабаде и Каче.                                                 | от 6,9 до 7,9 |
| 29 сентября, 1993 | 03:50:38 UTC, 22:25 по местному времени    | Латур-Киллари, Индия                                                                                                   | 18.08°N | 76.52°E | 9 748                                  | | 6,2           |
| 15 августа, 1950  | Нет данных                                 | Тибетское плато (Аруначал-Прадеш — Китайская граница), Индия                                                           | 28.5°N  | 96.7°E  | Нет данных                             | Сильнейшее землетрясение в Индии со времён независимости.                                                         | 8,5           |
| 12 июня, 1897     | Нет данных                                 | плато Шиллонг, Индия см. Ассамское землетрясение (1897)                                                                | 26°N    | 91°E    | Нет данных                             | Сильнейшее землетрясение, зарегистрированное на территории Индии.                                                 | 8,7           |